# ایمی سایمتز
اِیمی سایمتز (انگلیسی: Amy Seimetz؛ زادهٔ ۲۵ نوامبر ۱۹۸۱) هنرپیشه، نویسنده، تهیه‌کننده، کارگردان، ویراستاری اهل ایالات متحده آمریکا است. وی از سال ۲۰۰۳ میلادی تاکنون مشغول فعالیت بوده است.
از فیلم‌ها یا برنامه‌های تلویزیونی که وی در آن نقش داشته است می‌توان به کشتار، تو بعدی هستی، رنگ سرچشمه، دندان شیرین، هفت‌آیین، بیگانه: کاوننت و قبرستان حیوانات خانگی اشاره کرد.